# Da Da Da
«Da Da Da» — песня немецкого трио Trio. Продюсером сингла стал немецкий художник и музыкант Клаус Форман, сотрудничавший с The Beatles и оформлявший обложку их альбома Revolver. Сингл стал популярным во всём мире и возглавил хит-парады Австрии, Новой Зеландии, Швейцарии, занял позицию № 2 в Великобритании, Германии, Дании, Ирландии, Норвегии и Швеции. Один из самых успешных примеров музыкального направления Neue Deutsche Welle (с нем. — «новой немецкой волны»). Тираж сингла в мире превысил 13 млн копий, и он стал самым успешным хитом в карьере группы. Песня имеет несколько версий:
- Single Version (3:23)
- Long Version (6:36)
- Radio Edit (2:49)

Версия «Radio Edit» была выпущена на американском промо-диске.

## Кавер-версии
Песня имела множество кавер-версий на различных языках, включая английский, французский, итальянский, польский, португальский, тайский и другие.
- на немецком языке песню исполняли Frank Zander (1982), Karl Dall (1982), Otto Waalkes, Mike Krüger, Герберт Грёнемайер[5]
- британская группа Elastica записала свою версию на альбоме The Menace (1999)[6]
- македонская комедийная группа К-15 записали версию на своём языке с альтернативной лирикой в начале 1990-х под названием «О дадада на радоста» (O dadada na radosta)[7]
- мексиканская группа Molotov в 2004 году выпустили испанскую и немецкую версию песни на их кавер-альбоме Con Todo Respeto[8]

## Чарты и сертификация
| Чарт (1982)                          | Высшая позиция |
| ------------------------------------ | -------------- |
| Австралия (Kent Music Report)        | 4              |
| Австрия (Ö3 Austria Top 40)          | 1              |
| Бельгия/Фландрия (Ultratop 50)       | 4              |
| Канада (RPM Top Singles)             | 3              |
| Дания (IFPI)                         | 2              |
| Франция (IFOP)                       | 3              |
| Ирландия (IRMA)                      | 2              |
| Израиль (Hits of the World)          | 2              |
| Италия (Hit Parade Italia)           | 5              |
| Нидерланды (Dutch Top 40)            | 7              |
| Нидерланды (Single Top 100)          | 11             |
| Новая Зеландия (Recorded Music NZ)   | 1              |
| Норвегия (VG-lista)                  | 2              |
| ЮАР (Springbok Radio)                | 1              |
| Испания (AFYVE)                      | 7              |
| Швеция (Sverigetopplistan)           | 2              |
| Швейцария (Schweizer Hitparade)      | 1              |
| Великобритания (OCC UK Singles)      | 2              |
| США, Hot Dance Club Play (Billboard) | 33             |
| ФРГ (GfK)                            | 2              |

| Чарт (1982)                        | Позиция |
| ---------------------------------- | ------- |
| Австралия (Kent Music Report)      | 28      |
| Австрия (Ö3 Austria Top 40)        | 9       |
| Бельгия (Ultratop 50 Flanders)     | 7       |
| Италия (Hit Parade Italia)         | 22      |
| Канада (Top Singles, RPM)          | 25      |
| Новая Зеландия (Recorded Music NZ) | 2       |
| Франция (IFOP)                     | 18      |
| Швейцария (Schweizer Hitparade)    | 3       |
| ЮАР (Springbok Radio)              | 6       |

| Регион | Сертификация  | Продажи  |
| --- | ------------- | -------- |
| Канада (Music Canada) | 2× Платиновый | 200,000^ |
| Франция | —             | 677 100  |
| Германия (BVMI) | Золотой       | 500 000^ |
| Великобритания (BPI) | Серебряный    | 250 000^ |
| * Данные о продажах приведены только на основе сертификации. ^ Данные о тиражах приведены только на основе сертификации. |               |          |